# روستال
روستال (به آلمانی: Roßtal) یک شهر در آلمان است که در فورت واقع شده‌است. روستال ۹٬۹۵۳ نفر جمعیت دارد.